# 四川师范大学
30°36′46″N 104°07′14″E / 30.61270°N 104.12063°E
四川师范大学，或简称川师大。是一所位于中国四川省成都市的公立师范类本科院校。前身是位于四川省南充市的四川师范学院（今西华师范大学）。四川师范大学是中国西部重要的师范大学之一。

## 历史沿革
- 学校前身为1938年因中国抗日战争南迁四川三台的东北大学。
- 1946年，在东北大学部分系科的基础上创建了川北农工学院，后迁到南充，更名为川北大学。
- 1952年，川北大學并入川东教育学院、四川大学、华西大学的部分专业，成立四川师范学院。
- 1956年，四川师范学院迁往成都市狮子山附近。1985年，更名为四川师范大学。
- 1999年，位于成都市二环内杜甫草堂旁的成都煤炭管理干部学院（煤干院）并入四川师范大学，更名为四川师范大学草堂校区，随后校本部的部分本科专业及全部的专科专业迁至草堂校区，校区内设置工商管理、工程技术、旅游与艺术设计三个系。
- 2000年，于距离本部约3公里的成都市龙泉驿区大面镇兴建东校区，并于2003年9月5日起投入使用。东校区中设置有“大一基础部”，所有本科大一新生均在此就读，大二始转至校本部。2008年6月起，基础部撤销，大一新生分不同专业在各专业所属校区就读。此外文理学院、外事学院等几所民办公助式二级院校也位于东校区。
- 2006年，于成都市龙泉驿区境内动工修建新校区，2008年上半年主体部分基本完工，随即展开后期工程。该地块南面以成龙大道（成都至龙泉驿）为界，取名为成龙校区。
- 2008年6月成龙校区正式投入使用。根据校园建设与发展的统一规划，学校将各校区的各学院于进行统一的调整与搬迁。

## 院系设置
- 狮子山校区：文学院、政治教育学院、影视与传媒学院、历史文化与旅游学院、法学院、经济与管理学院、数学科学学院、化学与材料科学学院、教师教育学院
- 成龙校区：外国语学院、教育科学学院、地理与资源科学学院、物理与电子工程学院、生命科学学院、音乐学院、舞蹈学院、美术学院、体育学院、计算机科学学院、工学院、经济与管理学院、商学院
- 遂宁校区：师范学院 、产业学院、治理学院、文理学院

## 专业设置
| 院系                    | 学科专业 |
| ----------------------- | --- |
| 哲学学院                | 哲学 |
| 文学院·中华传统文化学院 | 汉语言文学、戏剧影视文学 |
| 国际教育学院            | 汉语国际教育 |
| 马克思主义学院          | 思想政治教育、公共事业管理 |
| 外国语学院              | 英语、法语、俄语、日语 |
| 法学院                  | 法学 |
| 教育科学学院            | 教育学、心理学 |
| 历史文化与旅游学院      | 历史学、旅游管理 |
| 数学与软件科学学院      | 数学与应用数学、信息与计算科学、会计学、统计学 |
| 物理与电子工程学院      | 物理学、电子信息工程、通信工程 |
| 化学与材料科学学院      | 化学、材料化学、科学教育、环境工程 |
| 生命科学学院            | 生物科学、生物技术、园艺学 |
| 地理与资源科学学院      | 地理科学、人文地理与城乡规划、自然地理与资源环境 |
| 计算机科学学院          | 教育技术学、网络工程、计算机科学与技术 |
| 经济与管理学院          | 公共事业管理、经济学、国际经济与贸易、工商管理、金融工程 |
| 工学院                  | 电气工程及其自动化、工业设计、安全工程、土木工程、工程造价 |
| 商学院                  | 市场营销、财务管理、工业工程、审计学 |
| 美术学院·书法学院       | 美术学、绘画、建筑环境设计、视觉传达设计 |
| 音乐学院                | 音乐学 |
| 舞蹈学院                | 舞蹈学 |
| 体育学院                | 体育教育、社会体育指导与管理 |
| 服装与设计艺术学院      | 服装设计与工程、服装与服饰设计、产品设计 |
| 影视与传媒学院          | 广播电视编导、广播电视学、网络与新媒体、戏剧影视导演、播音与主持艺术、数字媒体艺术                                                                                   |
| 职业技术学院            | 成人教育、高等教育自学考试 |
| 教师培训学院            | ———— |
| 基础教育学院            | ———— |
| 师范学院                | 学前教育、数学与应用数学、物理学、汉语言文学、化学、生物科学、英语、特殊教育、小学教育、科学教育、心理学、思想政治教育、历史学、教育技术学、音乐学、美术学、体育教育 |
| 产业学院                | 园艺、电子商务 |
| 治理学院                | 公共事业管理、城乡规划 |
| 文旅学院                | 文化产业管理、体育旅游、广告学、酒店管理 |

## 传统与文化

### 校训
重德 博学 务实 尚美
“重德”、“博学”共同体现“学高为师、身正为范”的教育理念；“务实”、“尚美”共同体现“求真务实、追求卓越”的办学精神。

### 校风
励志笃行，止于至善
“励志笃行”汲取了东北大学“知行合一”风气之宗旨。
“止于至善”语出《礼记·大学》：“大学之道，在明明德，在亲民，在止于至善。”反映“艰苦创业、敢为人先”的师大精神。

## 历任领导
- 段可情 （1952.12－1954.7） 任院长
- 吉喆 （1954.12－1956.8） 任院长
- 刘绍禹 （1956.9－1966.6） 任院长
- 苏藜 （1979.12－1983.10） 任院长
- 黄明 （1957.10－1966.6） 任党委书记  （1976.10－1979.12） 任院长
- 张荣 （1977.6－1982.7） 任党委书记
- 袁正才 （1983.10－1990.5） 任党委书记
- 杨伯安 （1990.5－1994.9） 任党委书记
- 王均能 （1994.9－1997.3） 任党委书记  （1983.10－1994.9） 任校长
- 杨泉明 （1997.3－2000.9） 任党委书记  （1994.9－1998.7） 任校长
- 封小超 （1998.8－2003.4） 任校长
- 周介铭 （2003.5－2014） 任校长
- 丁任重 （2014 - 2017.5） 任校长
- 汪明义（2017.5 -2024.9 ） 任校长
- 赵国华（2024.10 -）任校长

## 著名校友
- 参见分类：四川师范大学校友